# Коргонская каменоломня
Коргонская каменоломня — система коренных скальных выходов на обрывах по берегам реки Коргон, распространяющиеся от уреза воды до высоты 310 м. Каменоломни находятся в 12 км к югу от посёлка Коргон. Изделия из коргонских поделочных камней, изготовленные в XIX веке колыванскими камнерезами, хранятся в Эрмитаже, Русском музее, Павловском дворце, Третьяковской галерее, а также в престижных музеях за рубежом.

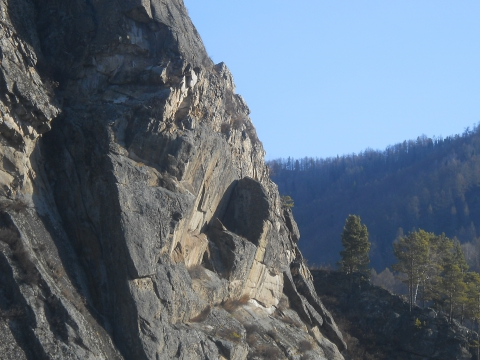
Вид на каменоломни

## История
В 1786 году Коргонские каменоломни были открыты горным инженером Колывано-Воскресенских заводов Петром Шангиным . Одной из задач его экспедиции являлся поиск поделочных камней для художественных изделий Локтевского и Колыванского камнерезных заводов. Часто находили горный хрусталь, аметисты, опалы и бериллы. В реках и в земле Чарышского района близ каменоломен находили золото. По Чарышу и его притокам с давних пор добывали лучшие экспонаты поделочного камня — яшмы.

## Произведения из камней каменоломни
Ваза из тёмно-вишнёвого коргонского порфира. Колыванская фабрика, 1802 г.

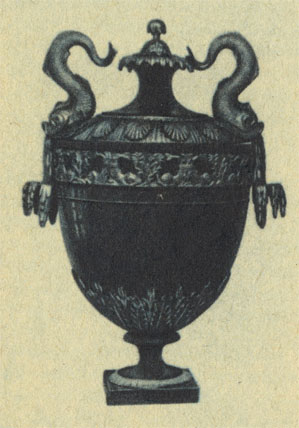
Ваза из тёмно-вишнёвого коргонского порфира